# Francesco Campo
Francesco Campo (Palermo, 11 giugno 1827 – Palermo, 30 luglio 1915) è stato un militare, patriota e politico italiano.

## Biografia
Nato nella Palermo borbonica la sua prima intenzione è quella di conseguire la laurea in legge per poi esercitare la professione di avvocato. Consegue il titolo nel 1845 ma cambia programma tre anni dopo, quando prende parte alla rivoluzione siciliana del 1848 nelle file dei rivoltosi indipendentisti. Fallita l'impresa viene fatto prigioniero e internato a Castel Sant'Elmo, dove rimane detenuto diciotto mesi per essere poi liberato per intercessione inglese ed esiliato. Ripara in Piemonte dove si guadagna da vivere con l'insegnamento di italiano e latino nei licei fino al 1859. Nella seconda guerra d'indipendenza è capitano dei Cacciatori della Magra e partecipa all'annessione di Emilia e Toscana, dopo le quali entra ufficialmente a far parte del Regio esercito italiano. Sbarcati i Mille a Marsala si unisce alla seconda spedizione guidata dal generale Giacomo Medici guadagnandosi la promozione sul campo a maggiore nella battaglia di Milazzo, combattendo in seguito a Caiazzo e sul Volturno. Prende parte alla terza guerra d'indipendenza nella battaglia di Custoza e nelle operazioni in Val Vestino. In occasione del cinquantenario dell'annessione della Sicilia, ormai a riposo per limiti di età, viene nominato senatore a vita.